# Parafia Wszystkich Świętych w Gliwicach
Parafia Wszystkich Świętych w Gliwicach – parafia metropolii katowickiej, diecezji gliwickiej, dekanatu Gliwice Kościoła katolickiego obrządku łacińskiego.

## Duszpasterze
Obecnie w parafii posługują księża:
- ks. Damian Trojan - proboszcz od 2023 roku
- ks. Robert Iskrzycki - wikariusz od 2020 roku
- ks. prof. dr. hab. Kazimierz Wolsza - rezydent
- ks. Paweł Bubalik - rezydent

## Historia
Erygowanie parafii wiąże się z powstaniem Gliwic w 1250 roku. Pierwsze wzmianki o wspólnocie pochodzą z 1279 roku, wymieniony został ksiądz Henryk, prawdopodobnie był on pierwszym proboszczem.
W 1476 roku w dokumentach pojawił się zapis o "kościele farnym Kochanych Wszystkich Świętych".
W latach późniejszych rozpoczęła się budowa kościoła murowanego w stylu późnogotyckim. Wieżę wybudowano w 1504 roku, o czym świadczy data umieszczona na jej południowym portalu.
Kościół wielokrotnie ucierpiał w pożarach, m.in. w latach 1601 i 1711. Zniszczeń nie udało się naprawić. Zachowała się jedynie gotycka polichromia w kaplicy Matki Boskiej, wnętrze odnowiono w stylu barokowym.
Remont z lat 1929-1942 nadał kościołowi obecną formę, jedynie w 1950 roku, z okazji 700-lecia miasta i parafii, postawiono na wieży kościelnej nowy krzyż.